# 功率
功率（英語：power）定義為能量转换或使用的速率，以單位時間的能量大小來表示，即是作功的率。功率的國際標準制單位是瓦特（W），名稱是得名於十八世紀的蒸汽引擎設計者詹姆斯·瓦特。燈泡在單位時間內，電能轉換為熱能及光能的量就可以用功率表示，瓦特數越高表示單位時間用的能力（或電力）越高。
能量转换可以作功，功率也是作功的速率。當一個人搬著一重物爬了一層的樓梯，不論他是慢慢的走上樓梯或是快跑上樓梯，對重物作的功是相等的，但若考慮其功率，快跑上樓梯會在較短的時間內對物體作相同大小的功，因此其功率較大。馬達的輸出功率是其馬達產生的轉矩及馬達角速度的乘積，而車輛前進的功率是輪子上的牽引力及車輛速度的乘積。

## 單位
功率是能量除以時間。國際標準制的功率單位是瓦特（W），等於一焦耳每秒。其他功率單位包括爾格每秒（erg/s）、馬力（hp）、公制馬力及英尺-磅力每分。一馬力等於33,000英尺-磅力每分，也就是一秒鐘將550磅的重物提高一英尺所需的功率，約等於746瓦特。其他單位包括：
- 分贝毫瓦（dBm），是以一毫瓦為基準的對數值。
- 卡每小時（或是千卡每小時）。
- 英熱單位每小時（Btu/h）。
- 冷凍噸（12,000 Btu/h）：常用在冷氣或空調系統。

## 平均功率
考慮一個簡單的例子，燃燒一公斤的煤放出的能量比引爆一公斤的三硝基甲苯要高，但因為引三硝基甲苯釋放能量的速率比燃燒煤要快很多，因此其產生的功率較大。若令{\displaystyle \Delta W}是在{\displaystyle \Delta t}时间内所做的功，则这段时间内的平均功率{\displaystyle P_{\text{avg}}}由下式给出：
{\displaystyle P_{\text{avg}}={\frac {\Delta W}{\Delta t}}}
其中P為功率，W為功，t為時間。
瞬时功率是指时间{\displaystyle \Delta t}趋近于0时的平均功率：
{\displaystyle P=\lim _{\Delta t\to 0}{\frac {\Delta W}{\Delta t}}={\frac {{\rm {d}}W}{{\rm {d}}t}}}
若瞬时功率{\displaystyle P}為定值，則一段長度為{\displaystyle T}的時間之內所作的功可以用下式表示：
{\displaystyle W=PT\,.}
在讨论能量转换问题时，有时用字母{\displaystyle E}代替{\displaystyle W}。

## 力學
在力学中，在某物体上力所做的功由下式给出：
{\displaystyle W=\mathbf {F} \cdot \mathbf {d} }
其中F为作用力，d为位移矢量。
功对时间求导即得到瞬时功率，也即力与速度的点积：
{\displaystyle P(t)=\mathbf {F} (t)\cdot \mathbf {v} (t)}
故平均功率為：
{\displaystyle P_{avg}={\frac {1}{\Delta t}}\int \mathbf {F} \cdot \mathbf {v} \;\mathrm {d} t}
在转動運動的系统中，功率与力矩和角速度有关：
{\displaystyle P(t)={\boldsymbol {\tau }}\cdot {\boldsymbol {\omega }}}
故此时平均功率为
{\displaystyle P_{avg}={\frac {1}{\Delta t}}\int {\boldsymbol {\tau }}\cdot {\boldsymbol {\omega }}\mathrm {d} t}.
在流体力学中，功率与压强和体积流量有关：
{\displaystyle P=p\cdot Q}
其中p是压强（以帕斯卡作为单位），Q是体积流量（以m3/s立方米每秒作为单位）。

### 機械效益
若力学系統沒有損失，則其輸入功率等於輸出功率，因此可以推導系統的機械效益，也就是輸出力和輸入力的比值。
令系統的輸入功率為大小為FA的力，作用在一個移動速度為vA的點，而其輸出功率為大小為FB的力，作用在一個移動速度為vB的點，假設系統無損失，則
{\displaystyle P=F_{A}v_{A}=F_{B}v_{B},\!}
系統的機械效益為
{\displaystyle \mathrm {MA} ={\frac {F_{B}}{F_{A}}}={\frac {v_{A}}{v_{B}}}.}
在旋轉系統中也可以推得類似的公式，其中TA及ωA為輸入到系統的轉矩及角速度，TB及ωB為系統輸出的轉矩及角速度，假設系統無損失，則
{\displaystyle P=T_{A}\omega _{A}=T_{B}\omega _{B},\!}
因此機械效益為
{\displaystyle \mathrm {MA} ={\frac {T_{B}}{T_{A}}}={\frac {\omega _{A}}{\omega _{B}}}.}
上述關係的重要性在於可以根據系統的尺寸推算其速度比，再依速度比定義最佳性能，像齒輪比就是一個例子。

## 光學
在光學或辐射度量学中，功率有時會指辐射通量，由電磁輻射傳遞能量的平均速率，單位也是瓦特。
在光學中的光學倍率（Optical power）有時也會簡稱power，是指透镜或其他光學儀器屈光的能力，單位是屈光度（反米），等於光學儀器焦距的反比。

## 电功率
一个元件的瞬时电功率由下式给出：
{\displaystyle P(t)=V(t)I(t)}
其中 {\displaystyle I(t)} 或 {\displaystyle I} 为电流，{\displaystyle V(t)} 或 {\displaystyle V} 为元件两端的电势差。
若元件为线性元件，即电压与电流之比不随时间变化，也即服从欧姆定律，则有：
{\displaystyle P=VI=I^{2}R={\frac {V^{2}}{R}}}
其中{\displaystyle R={V \over I}}为元件的电阻。
对于交流电的情况，参见交流电功率。

## 峰值功率及占空比

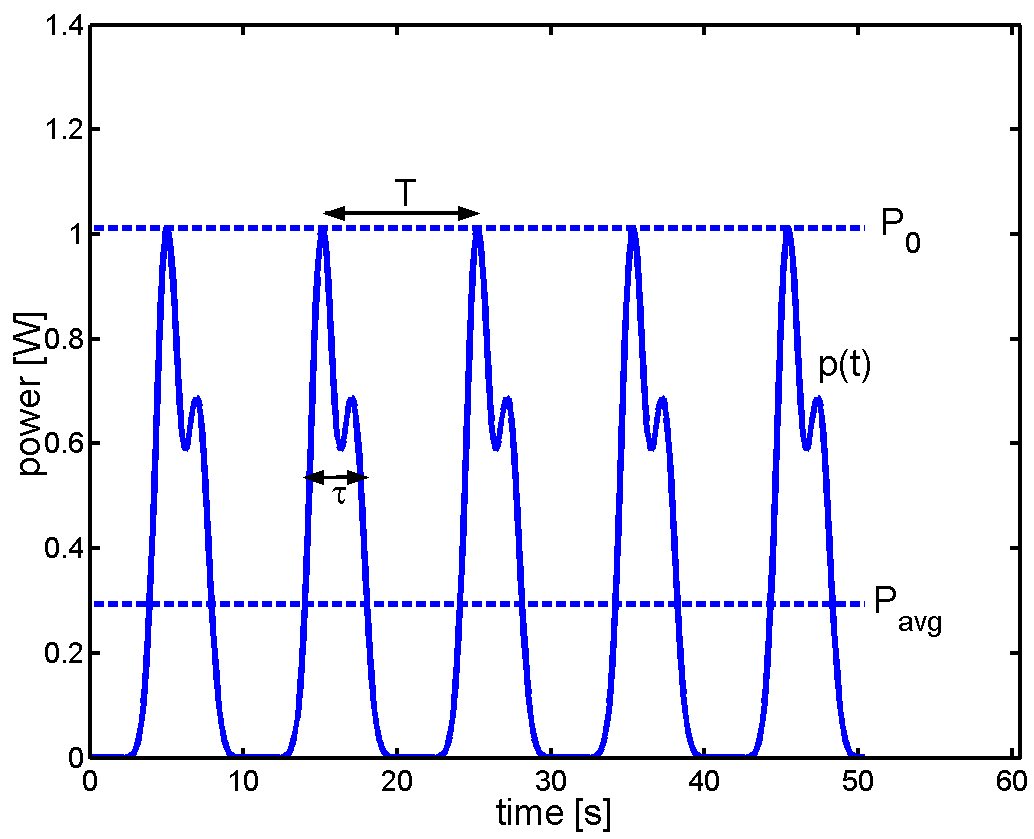
在理想脈波中，瞬时功率是時間的週期函數。脈波持續時間的比例等於平均功率除以峰值功率的比例，此比例稱為占空比

若是週期為{\displaystyle T}的週期信號{\displaystyle s(t)}，像是一連串的理想脈波，其瞬时功率{\displaystyle p(t)=|s(t)|^{2}}也是週期為{\displaystyle T}的週期函數。其峰值功率為：
{\displaystyle P_{0}=\max[p(t)]}.
峰值功率不是持續量測的物理量，儀器比較方便量測的是平均功率{\displaystyle P_{\mathrm {avg} }}。若定義單位脈衝的功率為：
{\displaystyle \epsilon _{\mathrm {pulse} }=\int _{0}^{T}p(t)\mathrm {d} t\,}
則平均功率為：
{\displaystyle P_{\mathrm {avg} }={\frac {1}{T}}\int _{0}^{T}p(t)\mathrm {d} t={\frac {\epsilon _{\mathrm {pulse} }}{T}}\,}
也可以定義脈衝長度{\displaystyle \tau }使得{\displaystyle P_{0}\tau =\epsilon _{\mathrm {pulse} }}，因此以下的比值
{\displaystyle {\frac {P_{\mathrm {avg} }}{P_{0}}}={\frac {\tau }{T}}\,}
會相等。此比值即為脈衝的占空比。